# Krim-Linden Wallotstraße
Die Krim-Linden Wallotstraße sind eine als Naturdenkmal (ND 97) ausgewiesene Baumgruppe in der Dresdner Johannstadt (Gemarkung Altstadt II).

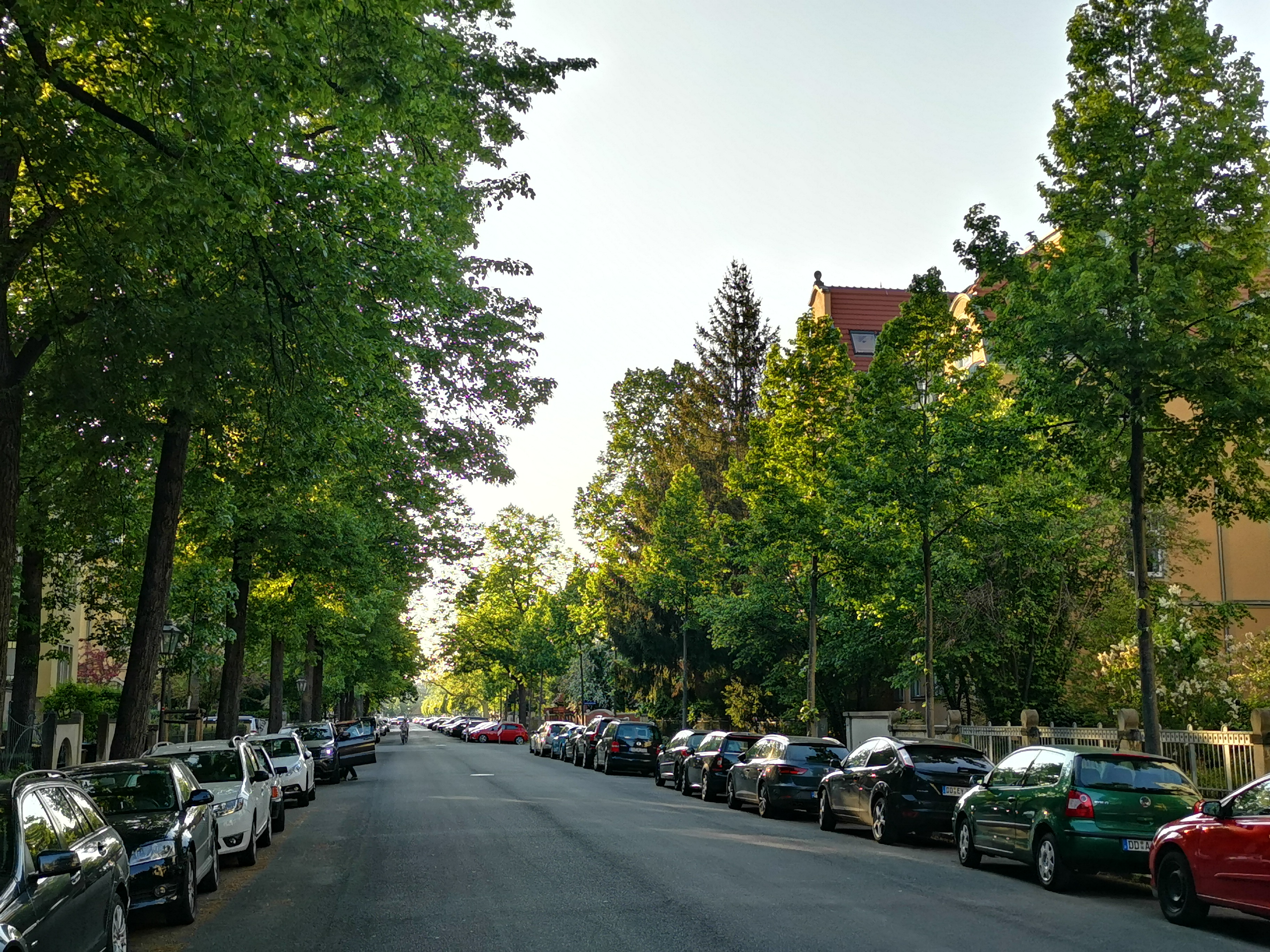
Naturdenkmal Krim-Linden Wallotstraße, Blick zur Fetscherstraße

Eine Besonderheit der Krim-Linden (Tilia × euchlora), einer aus Südrussland stammenden Kreuzung der heimischen Winterlinde (Tilia cordata) mit der Kaukasischen oder Schwarzmeer-Linde (Tilia dasystyla), ist die gegenüber anderen Lindenarten späte Blüte mit hohem Zuckergehalt des Nektars, wodurch sie innerstädtisch willkommene Bienennährpflanzen sind. Die Bäume an der Wallotstraße, zwischen Fetscherstraße und Stresemannplatz, haben Höhen von etwa 20 Metern und Kronendurchmesser von etwa 12 Metern bei Stammumfängen von 1,50 bis 1,80 Metern erreicht.
Im Jahr 1999 erfolgte seitens des Dresdner Stadtrats die Unterschutzstellung als Naturdenkmal wegen der Seltenheit eines Krim-Linden-Bestands im Straßenraum von Dresden sowie wegen ihrer besonderen Ausprägung und Eigenart und aus gehölzkundlichen Gründen.
Der Schutzstatus erstreckt sich auf die Wurzelbereiche der einzelnen Bäume, straßenseitig bis 3 Meter von der Bordsteinkante und fußwegseitig bis zur Kronentraufe zuzüglich 3 Metern.
Die gleichfalls bis zum Stresemannplatz reichenden Scharlach-Weißdornbäume Heubnerstraße sind ebenso seit 1999 als Naturdenkmal geschützt, zudem steht eine Leierblättrige Eiche am nahegelegenen Fetscherplatz seit 1985 unter Schutz.